# Haakon III van Noorwegen

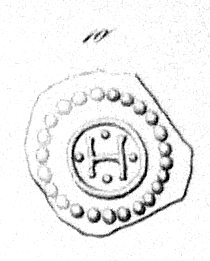
Zegel van Haakon III

Haakon Sverresson (?, ca. 1177 – Bergen, 1 januari 1204) was van 1202 tot 1204 koning van Noorwegen. Hij was de tweede zoon van koning Sverre van Noorwegen en Astrid Roesdotter (onzeker is of hij met haar getrouwd was).
Haakon was samen met zijn vader een leider van de Birkebeiner-partij. Haakon wordt voor het eerst genoemd als een van de leiders van zijn vaders leger in een gevecht tegen de Bagli-partij in Oslo in 1197. Daarna wordt Haakon nog enige keren genoemd als deelnemer aan zijn vaders gevechten tegen de Bagli-partij. Op zijn sterfbed had zijn vader, die stierf op 9 maart 1202, verklaard dat alleen Haakon nog een in levende zijnde zoon van hem was. Ook schreef hij een brief aan Haakon waarin hij Haakon het advies gaf om de langdurige strijd met de kerk tot een einde te brengen. Toen het nieuws over Sverres dood Haakon en de Birkebeiners bereikte, die voor een bijeenkomst waren samengekomen in Nidaros, werd Haakon direct daarop als hun leider erkend. Nog in de lente van 1202 werd hij door het ding (de volksvergadering) in Nidaros tot hun koning gekozen.
Dezelfde lente keerden de bisschoppen, en deel uitmakend van de Bagli-partij, uit hun ballingschap uit Denemarken en Zweden in Noorwegen terug en kwamen tot een akkoord met Haakon. Het kwam erop neer dat hij aan de meeste van hun eisen voldeed. Noorwegen was nu verlost van het kerkelijke interdict waaronder het was geplaatst tijdens de regering van Sverre. Er werd gezegd dat Haakon op bijzondere voet stond met de boeren en de gewone bevolking en de Bagli-partij verloor spoedig veel van hun steun. In de herfst van 1202 werd Inge Magnusson, de leider van de Bagli-partij en hun koning, gedood door lokale boeren in Oppland en de Bagli-partij raakte verdeeld. Een nieuwe troonpretendent, Erling Steinvegg, verscheen in Denemarken maar bedankte ervoor om de gevechten te hervatten toen hij een kans zag om in de toekomst Haakon te kunnen opvolgen. Haakon was nu de onbetwiste heerser in Noorwegen.
Haakon zou een troebele verstandhouding met Margaretha Eriksdotter, de tweede echtgenote van zijn vader, hebben gehad. Na Sverres dood trachtte ze naar haar vaderland Zweden terug te keren met haar dochter bij Sverre, Christina. Haakon wilde Christina binnen zijn hof houden en Margarethe en Christina werden met geweld door Haakons mannen gescheiden. Vervolgens kwam Margarethe, ogenschijnlijk, tot een akkoord met Haakon en keerde ook terug naar zijn hof. Tijdens de kerst (1203) werd Haakon na een aderlating ziek en zou aan de gevolgen daarvan op 1 januari 1204 overlijden. Zijn dood werd in verband gebracht met een vergiftiging die door zijn stiefmoeder gepleegd zou zijn. Zij liet een van haar mannen ter hare gunste een 'proef ten oordeel' ondergaan om haar onschuld te bewijzen. De man zou ernstig verbranden. Dit werd beschouwd als bewijs voor haar schuld aan Haakons dood. Margarethe kon niets anders dan naar Zweden vluchten.
Haakon Sverresson was niet getrouwd en bij zijn dood waren er geen erfgenamen van hem bekend. Derhalve werd hij opgevolgd door zijn vierjarige neef Guttorm Sigurdsson, een zoon van zijn broer Sigurd Lavard. Guttorm zou nog in 1204 aan een ziekte sterven. Inge II Bårdsson en een zoon van Bård Guttormsson en Cecila (zus van Sverre van Noorwegen) zou Guttorm opvolgen. Enige tijd later verscheen aan het Birkebeiner hof een vrouw, Inga van Varteig, met een baby bij zich en claimde dat het Haakons zoon was uit de relatie die zij met Haakon in 1203 gehad zou hebben. Het kind was geboren in het huidige Østfold na de dood van zijn vermeende vader. De jongen was ook Haakon genoemd en zou later koning Haakon IV van Noorwegen worden. In de zomer van 1217 onderging Inga succesvol een 'proef ten oordeel' in Bergen om Haakons vaderschap van haar zoon aan te tonen.
De strijd tussen de twee partijen (Birkebeiner en Bagli) zou voor de tweede keer losbarsten. De troon misgelopen, verzamelde Erling Steinvegg binnen een paar maanden een leger bij elkaar en reisde af naar Noorwegen om de troon op te eisen.
Haakon III is begraven in de oude kathedraal van Bergen. De kathedraal werd in 1531 verwoest en de plaats is vandaag de dag gemarkeerd met een monument.